# Valeria Palomino
Valeria Palomino es una deportista ecuatoriana que compitió en judo. Ganó una medalla de bronce en el Campeonato Panamericano de Judo de 2001, en la categoría de –52 kg.

## Palmarés internacional
| Campeonato Panamericano | Campeonato Panamericano | Campeonato Panamericano | Campeonato Panamericano |
| Año                     | Lugar                   | Medalla                 | Categoría               |
| ----------------------- | ----------------------- | ----------------------- | ----------------------- |
| 2001                    | Córdoba (Argentina)     | Medalla de bronce       | –52 kg                  |